# Тюляпкин, Сергей Александрович
Серге́й Алекса́ндрович Тюля́пкин (4 июля 1954 — 28 августа 2023) — советский хоккеист, более 10 лет защищавший ворота горьковского «Торпедо».

## Биография
Игровую карьеру начал в армейском клубе СКА МВО, базировавшемся в Калинине и игравшем в первой лиге чемпионата СССР. С 1975 по 1987 годы защищал ворота горьковского «Торпедо», которое в 1982 и 1985 годах заняло 4-е место в чемпионате.
После завершения игровой карьеры продолжил работать в клубе, с 1992 года вошёл в его тренерский штаб, в 1993—1997 годах являясь тренером вратарей.
Сыновья Денис и Михаил также начинали хоккейную карьеру на позиции защитников в нижегородском «Торпедо».
Скончался 28 августа 2023 года.